# Sepetiba Tecon
A Sepetiba Tecon S/A - STSA é uma empresa responsável por explorar, gerenciar e ser a concessionária do Terminal de Contêineres do Complexo Portuário de Sepetiba (desde 2010 denominado Porto de Itaguaí).
A princípio, a empresa era uma associação da Companhia Siderúrgica Nacional - CSN e da Companhia Vale do Rio Doce, constituída após a CSN ter vencido leilão público ocorrido em setembro de 1998. Em 2003, Vale e CSN trocaram ativos e esta ficou como a única controladora da empresa.

## Histórico
O projeto do Terminal de Contêineres de Sepetiba - TECON 1 foi desenvolvido pela Companhia Docas do Rio de Janeiro (CDRJ) a partir do início da década de 90 e recebeu investimentos do Governo Federal por meio do projeto de modernização dos portos, incluído no Programa Brasil em Ação. 
Em 03 de setembro de 1998, foi realizado o leilão na Bolsa de Valores do Rio de Janeiro. O terminal foi arrematado por R$ 92,9 milhões pela Companhia Siderúrgica Nacional.
Em 11 de setembro de 1998, foi firmado um consórcio entre a CSN e a Companhia Vale do Rio Doce e criada Sociedade de Propósito Específico para arrendamento do porto de contêineres que denominou-se Sepetiba Tecon S.A.
Em 23 de outubro de 1998, foi assinado o Contrato de Arrendamento. O arrendamento tem um prazo de 25 anos renovável por mais 25.
Ocorreu em 2003 a saída da CVRD do bloco de controle da CFN, através de troca de ações com a CSN envolvendo a Ferrovia Centro-Atlântica e o Sepetiba Tecon. Essa troca acionaria foi aprovada pelo CADE em 2006.
Em 2005, pela Lei Federal nº 11.200 / 2005, o Porto de Sepetiba teve sua designação alterada para Porto de Itaguaí.
O terminal tem ligações ferroviárias com a MRS Logística e é composto por 3 berços de atracação (berços 301, 302 e 303), movimentando contêineres e carga geral.